# Diadexia
Diadexia is een geslacht van vlinders van de familie grasmotten (Crambidae).

## Soorten
- D. anchylocrossa Turner, 1924
- D. argyropasta Turner, 1911
- D. parodes Turner, 1905